# Synnema abyssinicum
Synnema abyssinicum là một loài thực vật có hoa trong họ Ô rô. Loài này được (Hochst. ex Nees) Bremek. miêu tả khoa học đầu tiên năm 1944.